# 304 av. J.-C.
Cette page concerne l'année 304 av. J.-C. du calendrier julien proleptique.

## Événements
- 12 janvier : couronnement de Ptolémée Ier Sôter, roi (basileus) d'Égypte[1].

- Printemps : 
  - Échec de Démétrios Poliorcète dans le siège de Rhodes[2]. Il est forcé de reconnaître l'indépendance de l'île. Rhodes donne à Ptolémée le titre de Sôter (sauveur) et lui édifie un temple pour son aide contre Démétrios[3].
  - Cassandre repousse les Étoliens et ravage l'Attique ; il met le siège devant Athènes[2].
- Été :
  - Démétrios Poliorcète débarque à Aulis, en Béotie, avec 330 navires. Il s'allie avec les Étoliens, lève le siège d'Athènes puis repousse Cassandre au-delà des Thermopyles. Après avoir pris Heraklea, où 6 000 soldats macédoniens se rallient à lui, Démétrios marche vers le sud et prend Cenchrées, le port de Corinthe, puis expulse les garnisons de Cassandre des forteresses de l'Attique Phylè et Panacton, qu'il rend aux Athéniens[2].
  - Lysimaque prend le titre de roi (basileus) de Thrace (fin de règne en 281 av. J.-C.) et Cassandre celui de roi de Macédoine (dates probables)[4].
  - Le temple de Salus est voté comme Salus Publica Populi Romani, pendant les guerres samnites, par le dictateur Bubulcus[5].

- 23 octobre (1er novembre du calendrier romain) : début à Rome du consulat de Publius Sulpicius Saverrio et	Publius Sempronius Sophus[6].
  - Paix avec les Samnites[6]. Rome garde l’Apulie, et une ligne de places fortes romaines élevée au débouché des montagnes reçoit la mission de surveiller étroitement le Samnium. Les Samnites doivent reconnaître la suprématie romaine en Italie.
  - Rome soumet les Èques[6].
  - Les Sabelliens, Marses, Marrucins, Péligniens, Frentans, Vestins et Picentins s’allient à Rome[7].
  - L’édile curule Cn. Flavius, client d’Appius Claudius, divulgue les formules de procédures encore aux mains des pontifes et publie le calendrier (alternance des jours fastes et des jours néfastes)[6].
  - Censure de Q. Fabius Rullianus. Adversaire d’Appius Claudius, il reverse dans les quatre tribus urbaines les citoyens répartis en 312 av. J.-C. dans les tribus rustiques[8].
  - Dédicace du temple de la Concorde. Le Sénat promulgue une loi qui proscrit la dédicace d'un temple sans son autorisation ou sans l'accord de la majorité des tribuns[8].

## Naissances
- Ashoka, empereur Maurya.

## Décès
- Eumélos du Bosphore.